# Оптическое реле
Оптическое реле (англ. optical relay), фотореле — реагирует на изменение оптических величин (освещенности, величины светового потока, частоты световых колебаний).
Существуют оптические реле основанные на механических, электрических и фотохимических принципах действия.
Оптические реле как правило состоят из датчиков оптических величин, имеющих релейный выход или воздействующих на релейные элементы.
Оптические реле основанные на механическом (точнее, термомеханическом) принципе, имеют зачерненный внешний цилиндр (или проволоку) из материала с высоким коэффициентом линейного расширения и внутренний цилиндр или стержень (или проволоку) из материала с малым коэффициентом линейного расширения (инвара). Поглощаемый внешним цилиндром световой поток вызывает его нагрев и большее удлинение по сравнению с внутренним цилиндром. Разница между удлинениями увеличивается с помощью рычага, который одновременно играет роль подвижного контакта.
В оптических реле основанных на электрическом принципе действия, воспринимающий орган выполняется в виде: фотоэлемента вакуумного или газонаполненного, фотосопротивления, фотоэлемента с запирающим слоем, фотодиода, фототриода или фотоумножителя и исполнительного (выходного) органа в виде электрического реле. Для облегчения усиления применяют модуляцию потока в месте расположения источника или приемника излучений.  
Если спектральная характеристика падающего на фотоэлемент светового потока {\displaystyle \Phi (\lambda )}, а спектральная характеристика фотоэлемента {\displaystyle \mathrm {I} _{\Phi }{\bigl (}\lambda {\bigr )}}при {\displaystyle \Phi (\lambda )=const}, то интегральное значение фототока, получаемого в цепи фотоэлемента, будет равно:  
{\displaystyle \mathrm {I} _{\Phi \sum }=\int \limits _{\lambda _{1}}^{\lambda _{2}}\Phi {\bigl (}\lambda {\bigr )}\mathrm {I} _{\Phi }{\bigl (}\lambda {\bigr )}d\lambda }
Если необходимо выделить какой-либо участок спектра {\displaystyle (\lambda _{\alpha }-\lambda _{\beta })} падающего на фотоэлемент светового потока, то ставят соответствующие светофильтры, имеющие в полосе пропускания заданную спектральную характеристику {\displaystyle r(\lambda )}. Тогда   
{\displaystyle \mathrm {I} _{\Phi \sum }=\int \limits _{\lambda _{1}}^{\lambda _{2}}\Phi {\bigl (}\lambda {\bigr )}\mathrm {I} _{\Phi }{\bigl (}\lambda {\bigr )}r{\bigl (}\lambda {\bigr )}d\lambda }
В оптических реле, основанных на фотохимическом принципе, под влиянием падающего светового потока образуется {\displaystyle {\ce {HCl}}} из смеси Н и Cl. Происходящее при этом изменение объема используется для замыкания ртутных контактов. Данный принцип не получил распространения в виду ядовитости хлороводорода и цепного характера реакции.  
В 1957 году в Ленинграде впервые было установлено фотореле для сигнализации диспетчеру о необходимости включения освещения при снижении освещенности до 6 люкс.